# Edmund Beaufort, 2:e hertig av Somerset
Edmund Beaufort, hertig av Somerset, född 1406, död 22 maj 1455, var en engelsk adelsman och en betydelsefull person under Rosornas krig och Hundraårskriget.

## Biografi
Edmund Beaufort var tredje son till John Beaufort, 1:e earl av Somerset. Som ung blev han befälhavare över den engelska armén i Frankrike. Efter att han återerövrat Harfleur blev han riddare av Strumpebandsorden 1436. Efter ytterligare framgångar utnämndes han till earl av Dorset (1442) och följande år markis av Dorset. Året efter, 1444, efterträdde han sin bror John som earl av Somerset. Under det femåriga vapenstilleståndet mellan 1444 och 1449 blev Somerset löjtnant av Frankrike. 1448 blev han hertig av Somerset.
Då kriget återupptogs 1449 gick han dock miste om framgångarna. Sommaren 1450 hamnade huvuddelen av de engelska besittningarna i norra Frankrike i franska händer. Denna förlust ledde till att kungens chefsminister, William de la Pole, hertig av Suffolk, avsattes. Somerset återvände till England, där han tog Suffolks plats som kungens rådgivare. Han blev drottningen Margareta av Anjous gunstling. Somliga menade att Edvard av Westminster, den unge prinsen av Wales, var hans son, inte kungens.
Man inriktade nu kriget mot Gascogne i södra Frankrike. Den engelska armén var dock inte mer framgångsrik här och förlorade allt 1453. Kort därefter blev kungen psykiskt sjuk, Somersets rival Rikard, hertig av York utnämndes som lordprotektor och Somerset fängslades i Towern. Hans liv räddades troligen bara av att kungen började må bättre. Henrik VI släppte Somerset fri och återinsatte honom på hans post vid hovet.
Hertigen av York, som hade beslutat sig för att avsätta Somerset på ett eller annat sätt, angrep 1455 Somerset och kungen med militära styrkor. Somerset dödades i sammandrabbningen känd som det Första slaget vid St Albans. Det var inledningen till Rosornas krig, som skulle fortsätta att skörda många av Somersets söners och släktingars liv.
Han efterträddes som hertig av sin son Henrik.

## Äktenskap och barn
Somerset gifte sig med Eleanor Beauchamp, dotter till Rikard de Beauchamp, earl av Warwick någon gång mellan 1431 och 1435. Det var utan kungligt godkännande, kungen godkände dock giftermålet 7 mars 1438, och de fick följande barn:
- Eleanor, gm 1) James Butler, earl av Ormonde, 2) Sir Robert Spencer.
- Elizabeth (d.1492)
- Mary (1431/55–?)
- Henrik Beaufort, hertig av Somerset (1436-1463)
- Margaret (bef.1439–1474) (sammanblanda ej med kusinen Margaret Beaufort), gm 1) Humphrey Stafford, earl av Stafford (son till Humphrey Stafford, hertig av Buckingham), mor till Henry Stafford, hertig av Buckingham, gm 2) Sir Richard Darell.
- Edmund Beaufort, 4:e hertig av Somerset (c.1439–1471); dödad vid Slaget vid Tewkesbury
- Anne Beaufort (c.1453–c.1496)
- John Beaufort, earl av Dorset (c.1455–1471); dödad vid Slaget vid Tewkesbury
- Joan Beaufort (c.1455–1518)
- Thomas Beaufort (c.1455–c.1463)